# Na gwiezdnym szlaku
Na gwiezdnym szlaku (ang. Star Street: The Adventures of the Star Kids, 1989-1990) – amerykańsko-holendersko-japoński serial animowany stworzony przez Rensa Benerinka oraz wyprodukowany przez Telecable Benelux B.V., Visual 80 Productions i Tele-Image Japan.
W Polsce premiera serialu miała miejsce 5 sierpnia 1993 na antenie TVP1 i był nadawany w ramach czwartkowych Wieczorynek.

## Opis fabuły
Serial opisuje perypetie dwunastu różowych stworzeń z wielkimi nosami, które mieszkają na małej planecie w kształcie gwiazdy, a każdy z nich reprezentuje swój dany znak zodiaku. Ich wrogami są różowy stwór Momo oraz jego zieloni blobopodobni pomocnicy, którzy za wszelką cenę chcą przejąć władzę nad światem.

## Wersja polska
Wersja polska: STUDIO OPRACOWAŃ FILMÓW W WARSZAWIE

Reżyseria: Miriam Aleksandrowicz

Dialogi: Maria Etienne

Dźwięk: Jerzy Januszewski

Montaż: Halina Ryszowiecka

Kierownik produkcji: Andrzej Oleksiak

Udział wzięli:
- Ewa Złotowska – Panna
- Zbigniew Suszyński – jeden z Blubów
- Joanna Wizmur – gąsienica (odc. 14b)
- Ryszard Olesiński

i inni

## Spis odcinków
| N/o            | Polski tytuł                          | Angielski tytuł               |
| -------------- | ------------------------------------- | ----------------------------- |
|                |                                       |                               |
| SERIA PIERWSZA |                                       |                               |
|                |                                       |                               |
| 01             |                                       | Momo the Glutton              |
|                |                                       |                               |
| 02             |                                       | Udder Madness                 |
| 02             | Lost Sun of Catapolz                  |                               |
|                |                                       |                               |
| 03             |                                       | Miss Cosmos                   |
| 03             | The Hypnotist                         |                               |
|                |                                       |                               |
| 04             |                                       | Rappin' Bats                  |
|                |                                       |                               |
| 05             |                                       | Blubbing in the Rice          |
| 05             | Galactic Gypsies                      |                               |
|                |                                       |                               |
| 06             |                                       | Fire and Ice                  |
| 06             | A Star is Born                        |                               |
|                |                                       |                               |
| 07             |                                       | Tip Toe Through the Blub Blub |
| 07             | The Myth is the Message               |                               |
|                |                                       |                               |
| 08             |                                       | Parts Unknown                 |
| 08             | A Tast of the High Life               |                               |
|                |                                       |                               |
| 09             |                                       | Monster Problems              |
| 09             | Mirror Images                         |                               |
|                |                                       |                               |
| 10             |                                       | Home Sweet Star Street        |
| 10             | Bubbles and the Beast                 |                               |
|                |                                       |                               |
| 11             |                                       | In the Eyes of Azilar         |
| 11             | Labirynth of the Grump                |                               |
|                |                                       |                               |
| 12             |                                       | The Beauty of Sleep           |
| 12             | That's the Last Time We Save a Sklonk |                               |
|                |                                       |                               |
| 13             |                                       | Making Up is Hard to Do       |
|                |                                       |                               |
| 14             |                                       | The Big Splash                |
| 14             | Try Butterfly Try                     |                               |
|                |                                       |                               |
| 15             |                                       | Double Trouble Dragon         |
| 15             | Moon River                            |                               |
|                |                                       |                               |
| 16             |                                       | The Wizard of Weather         |
| 16             | Mighty Little Friends                 |                               |
|                |                                       |                               |
| 17             |                                       | The Tommorow Kid              |
| 17             | The Toothsayer                        |                               |
|                |                                       |                               |
| 18             |                                       | Sir Knightmare                |
| 18             | The Eight O'Clock Comet               |                               |
|                |                                       |                               |
| 19             |                                       | Sydney Falls in Love          |
| 19             | A Thorn in the Paw                    |                               |
|                |                                       |                               |
| 20             |                                       | Momo's Fitness Fit            |
| 20             | The Cold War                          |                               |
|                |                                       |                               |
| 21             |                                       | Sour Gapes                    |
|                |                                       |                               |
| 22             |                                       | Bloppo's B-Day                |
| 22             | Chocolate Rain                        |                               |
|                |                                       |                               |
| 23             |                                       | The Abominable Snow Sissy     |
| 23             | Virgy's Revenge                       |                               |
|                |                                       |                               |
| 24             |                                       | Impractical Jokes             |
| 24             | Junk Funk                             |                               |
|                |                                       |                               |
| 25             |                                       | Momo, You Shrunk the Kids     |
|                |                                       |                               |
| 26             |                                       | Elephunks                     |
|                |                                       |                               |